# Заболотний Семен Федорович
Семен Федорович Заболотний (нар. 1894 — пом. 1922) — український військовий діяч часів російсько-української війни 1918–1922 років, організатор антибільшовицького повстанського руху на Одещині, командир полку Чорних гайдамаків, начальник 5-го повстанського району Повстанської армії УНР, ватажок «Чорноморського повстанського козацького війська».

## Життєпис
Народився в місті Ананьїв Херсонської губернії, нині Одеської області. За іншими даними — в селі Тридуби Балтського повіту (нині Кривоозерського району Миколаївської області) в родині волосного писаря. Точна дата народження невідома. Сучасники отамана оповідають, що він народився 1892 (за іншими джерелами 1894 року), служив єфрейтором у кінній гвардії російської армії, брав участь у Першій світовій війні, де відзначився хоробрістю.
Лютнева революція 1917 року висунула С. Заболотного в число найбільш знаних людей Балтського повіту — земляки поважали його за те, що він був серед ініціаторів справедливого росподілу між селянами колишніх поміщицьких земель. Принципове відстоювання прав селянства додавали йому авторитету й підтримку населення. У другій половині 1919 року С. Заболотний формує збройне угруповання повстанців і очолює боротьбу проти білих і червоних. Від 1919 року Семен Заболотний відомий як командир полку Чорних гайдамаків, ватажок Балтсько-Ольгопільського повстанського загону, полковник, організатор і командир Наддніпрянської бригади четвертої повстанської дивізії війська УНР.
У січні 1920 року він власними наявними силами очистив від білогвардійців-денікінців Балтський повіт і виступив керівником і координатором більшості українських повстанських загонів в Одеській і частині Подільської губернії.
Після встановлення на Одещині влади більшовиків, у 1920 році, почалися примусові реквізиції і продрозверстка, жорстокі грабунки, контрибуції й розстріли заручників з числа тих, хто не хотів віддавати хліб. Це викликало спротив українського селянства. Козаки-повстанці відбивали конфісковане в селян збіжжя і худобу, повертали їх власникам, знищували продподаткову документацію, нападали на продзагони та військові об'єкти, ліквідовували радянський аппарат, тероризували представників радянської влади й чекистів. Повернення повстанцями зерна та інших конфіскованих продуктів зміцнювало авторитет і підтримку повстанського руху серед місцевого населення.
Багато сил та засобів було витрачено органами ЧК на те, щоб позбутися Семена Заболотного і тим самим обезголовити супротив.
Численні агенти в 1922 році вистежили отамана. 7 лютого ЧК інформувало, що «Одеська губернська ЧК заарештувала відомого петлюрівського отамана, командира „Чорноморської повстанської групи військ“ Заболотного разом із членами повстанського штабу. Група діяла в Балтському повіті Одеської губернії. Серед заарештованих — уповноважений закордонного штабу Ю. Тютюнника — Китайський».
Із розсекречених архівів відомо, що він відмовився здаватися, тоді чекісти застосували тактику, яку згодом перейняли німецькі нацисти в боротьбі проти партизанів, — зігнали заручників із мирних жителів, пообіцявши їх розстріляти. Заболотний був змушений здатися. Невдовзі його  стратили.